# 山本友一
山本 友一（やまもと ともいち、1905年（明治38年）4月10日 - 1994年（平成6年）12月28日）は、日本の政治家、実業家。衆議院議員（2期）、宇和島市長（4期）、愛媛県議会議長、盛運汽船社長、第二盛運汽船社長を歴任。長男の山本公一は元衆議院議員、元環境大臣。

## 経歴
愛媛県北宇和郡下灘村鼠鳴（現・宇和島市津島町鼠鳴）の半農半漁の家庭に五男三女の末子として生まれる。海運業を営む傍ら、1940年に宇和島市議会議員に当選。その後愛媛県議会議員を2期務め、第40代県議会議長に就任（在任1952年～1953年）。
1953年、第26回衆議院議員総選挙に旧愛媛3区から自由党公認で立候補し初当選。1955年の第27回衆議院議員総選挙でも再選。離島整備振興法の成立や細木運河、船越運河の建設に尽力。郵政大臣だった田中角栄に直訴して、不可能と言われた竹ヶ島の電話架設を実現した。
1958年の第28回衆議院議員総選挙では、最下位当選の今松治郎（49,916票）に僅か304票差（49,612票）で落選。この時テレビの選挙速報で当選確実を打たれて陣営で当選を祝ったものの後になって落選が決まり、俗に「バンザイ落選」と言われた。
その後1967年に宇和島市長選挙に立候補し、3期目を目指す中川千代治を破り当選。再選を目指した1971年市長選では中川に敗れたものの1年足らずで中川市長が急逝。これに伴う市長選で返り咲いて以後3期務める。この間、宇和島市庁舎の建設、宇和島市立病院の財政立て直し、20日雨が降らないと断水と言われた水問題の解消（須賀川ダムの建設、南予用水事業）など功績も多いが、別当地区ゴミ焼却場を巡る住民との裁判では控訴審で実質敗訴。
1980年4月13日に行われた市長選では元県議会議長の中畑義生を破り4選したが、この市長選で双方が選挙違反したことが発覚。同年5月16日には山本（2月20日頃に後援会長に300万円を渡した容疑）・中畑（3月25日頃に数人に数百万円を渡した容疑）が揃って逮捕された。その後の捜査により、中畑が選対幹部らに渡した現金の合計は3,300万円にのぼっていたことがわかった（裁判では2,881万3千円のみが犯罪事実として認定された）。6月9日、山本は漁港海岸保全工事をめぐり市内の土建業者から1,000万円の寄付を受けた容疑で再逮捕された。1981年、辞職。同年6月2日、懲役2年の一審判決が下された。
1994年12月28日、地元の宇和島市で死去。89歳没。